# Tribunal judiciaire (France)
Pour les articles homonymes, voir Tribunal judiciaire.
En France, le tribunal judiciaire (TJ) est la juridiction de droit commun (par opposition aux juridictions d'exception) de première instance. Il a remplacé à compter du 1er janvier 2020 le tribunal d'instance et de grande instance, créés en 1958, eux-mêmes successeurs des justices de paix et des tribunaux de district. Le tribunal judiciaire connaît des litiges qui ne sont pas spécialement attribués à une autre juridiction. Par ailleurs, il dispose de compétences spéciales dont certaines sont exclusives.
En principe, le ministère d'avocat est obligatoire par-devant le tribunal judiciaire statuant en matière civile, c'est-à-dire qu'un avocat est obligatoire pour, d'une part, saisir la juridiction et, d'autre part, assurer sa défense. Ce principe connaît plusieurs exceptions, notamment en matière de référés ou d'actions relatives à l'autorité parentale devant le juge aux affaires familiales, et ce même si son intervention est vivement recommandée.
Les affaires du tribunal judiciaire sont, en règle générale, jugées par trois magistrats, dont l'un est président et les deux autres sont assesseurs. Cependant, notamment dans les litiges les moins importants, les affaires peuvent être jugées par un seul magistrat.
Le tribunal judiciaire comporte une chambre spécialisée en matière pénale, appelée le tribunal correctionnel. Comme en matière civile, le tribunal correctionnel est composé de trois magistrats mais peut, dans les affaires les moins graves notamment, être composé d'un seul magistrat.
Au 1er janvier 2023, il existe 164 tribunaux judiciaires en France,.

Le tribunal judiciaire dans les principales juridictions françaises.

## Organisation et compétence
Créé le 1er janvier 2020, il remplace le tribunal d'instance et de grande instance et le greffe du conseil de prud'hommes s'il se trouve sur la même commune que le tribunal judiciaire.
Ainsi, le tribunal judiciaire devient, en lieu et place du tribunal de grande instance, la seule juridiction de droit commun de première instance en matière civile, commerciale et pénale, ayant compétence pour les litiges qui n'ont pas été attribués à une autre juridiction.
En raison du principe de séparation des autorités judiciaire et administrative existant en France, le tribunal judiciaire n'est pas compétent en matière de contentieux administratif qui relève du tribunal administratif, juridiction de première instance de l'ordre administratif.

## Tribunaux spécialisés
Certains tribunaux judiciaires possèdent une compétence étendue au-delà de leur ressort habituel. Le législateur a ainsi voulu spécialiser des tribunaux pour traiter certaines affaires complexes ou sensibles.
Ainsi, le tribunal judiciaire de Paris possède une compétence nationale en matière de :
- crimes contre l’humanité et crimes de guerre[CPP 1],
- crimes et délits commis hors du territoire par les membres des forces armées françaises ou à l’encontre de celles-ci en temps de paix[CPP 2]
- corruption et fraude fiscale[CPP 3],
- terrorisme[CPP 4].

Sans que leur compétence soit nationale, il existe des :
- juridictions interrégionales spécialisées (JIRS), chargés de la criminalité organisée et des infractions économiques et financières complexes, au nombre de 8[6],[CPP 5],[CPP 6].
- tribunaux chargés des affaires sanitaires : Paris et Marseille[CPP 7],[CPP 8].
- tribunaux chargés des accidents collectifs : Paris et Marseille[CPP 9],[CPP 10].
- tribunaux et cours d'assises chargés des crimes et délits commis en France par les membres des forces armées françaises, au nombre de 9[CPP 11],[7].
- tribunaux possédant un pôle social, chargé du contentieux technique et général de la sécurité sociale et d'admission à l'aide sociale et succédant aux TASS et aux TCI. Ils sont désignés par décret ainsi que les CA chargés de l'appel de ces tribunaux[COJ 1].
- tribunaux compétents en matière d'obtention végétale. Désignés par décret, au nombre de 10[COJ 2].
- tribunaux compétents en matière de déplacements internationaux illicites d'enfants. Désignés par décret, un par cour d'appel[COJ 3],[COJ 4].
- tribunaux et chambres de proximités chargés de statuer sur les mesures de rétablissement personnel[COJ 5].
- tribunaux compétents sur la nationalité française[COJ 6].
- tribunaux compétents sur le préjudice écologique[8],[COJ 7].
- tribunaux compétents en matière d'adoption[COJ 8].
- tribunaux compétents en matière de propriété intellectuelle[COJ 9],[COJ 10].